# Парокситоническое ударение
Парокситони́ческое ударе́ние (от др.-греч. παροξύτονος: παρά — возле, около и ὀξύτονος — окситон: ὀξύς — острый и τόνος — напряжение, ударение; также парокситонное ударение; англ. paroxytonic stress, penultimate stress) — тип словесного ударения, падающего в слове или акцентной группе на предпоследний слог (иначе — пенультиму). Слово с таким типом ударения называется пароксито́ном, постановка такого ударения — парокситоне́зой. Язык с фиксированным ударением на предпоследнем слоге называется пароксито́нным (англ. paroxytonic language).
Изначально термин «парокситон» появился как термин фонологии древнегреческого языка для обозначения слова с «острым», или акутовым, ударением (восходящим тоном) на предпоследнем слоге. Парокситону в древнегреческом противопоставляется пропериспо́мен — слово с «облечённым», или циркумфлексным, ударением (нисходящим тоном) на предпоследнем слоге.

## Распространение
Согласно данным Всемирного атласа языковых структур, языки и диалекты с фиксированным парокситоническим ударением встречаются во многих языковых семьях и группах на всех континентах — наибольшее распространение ударение на предпоследний слог получило в австронезийских языках и в языках аборигенов Северной Австралии. Из 502 языков, рассматриваемых в атласе, парокситоническое ударение имеют 110 языков. Эти языки представлены:
- в европейском ареале: славянский польский язык[~ 2], говоры, ареалы которых примыкают к польской языковой территории — большинство говоров восточнословацкого диалекта (исключая ужские и сотацкие), североморавские (или силезские, ляшские) говоры чешского языка[9], юго-восточные говоры кашубского языка[10], западные говоры карпаторусинского языка (или лемковские говоры украинского языка)[11][12] и распространённый за пределами этого региона южнорусинский язык[13][14]; а также кельтские бретонский, корнский и валлийский языки; и часть диалектов изолированного баскского языка: северный верхненаваррский[англ.], лекейтийский бискайский[англ.] и вымерший ронкальский[англ.][7];
- в азиатском ареале: семитский ассирийский новоарамейский язык; тайваньский пайваньский язык; филиппинские тагальский, ханунуо[англ.] и сама[англ.]; индонезийские ниасский, тоба, ментавайский, минангкабау, мааньян, бима, камбера[англ.], бантик[англ.], каили[англ.], напу[англ.], тораджа-садан, монгондоу, балантак, памона[англ.], ума[англ.], мамаса, бамбам, бугийский, макасарский, муна, туканг-беси, буру, алуне, нуаулу[англ.], кисар, ямдена[англ.], добел[англ.], кола и другие; западнопапуасские северохальмахерские галела, тобару (табару)[англ.] и пагу[англ.][7];
- в австралийском и океанийском ареале: папуасские трансновогвинейские вамбон[англ.] и кобон[англ.]; меланезийские тавала[англ.] (Папуа — Новая Гвинея), квайо[англ.] (Соломоновы Острова), язык больших намба[англ.] (Вануату), ненгоне[англ.] (Новая Каледония); полинезийские туамоту, рапануйский и гавайский; австралийские тиви, маунг, нунггубую, мангаррайи, ватаман, алава, янюва[англ.], тьингулу[англ.] и другие[7];
- в африканском ареале: языки банту лувале[англ.], суахили, зулу и австронезийский малагасийский[7];
- в североамериканском ареале: салишский скомиш; изолированный кутенай; ирокезские онейда и могавк; астекский тетельсинго науатль и другие[7];
- в южноамериканском ареале: кечуанские аякучо и имбабура; центральный[хорв.] аймара; изолированный варао; аравакские баре и пиро; карибский жума[англ.]; пано-таканский такана и другие[7].

Парокситоническое ударение отмечается также в искусственном языке эсперанто.
Как правило, в большинстве языков с фиксированным парокситоническим ударением имеется ряд слов или групп слов, в которых ударение может падать не только на предпоследний, но и в виде исключения на другие слоги. Так, например, в малагасийском языке в отдельных словах допускается ударение на первый или третий от конца слова слог: taˈnana «село», но oˈme «дать» и ˈsatroka «шляпа». Небольшая группа слов-исключений имеется также в польском языке. Например, ударение падает на третий слог от конца слова в заимствованных словах, заканчивающихся на -ika/-yka (graˈmatyka «грамматика»), а также в некоторых грамматических формах — в формах глаголов единственного и множественного числа прошедшего времени изъявительного и сослагательного наклонения (choˈdziliśmy/choˈdziłyśmy «(мы) ходили», choˈdziłabym «(я) ходила бы»).
Преобладание слов-парокситонов характерно помимо прочего для романских языков (кроме французского), считающихся языками со свободным ударением. Значительная часть лексики с парокситоническим ударением встречается, например, в окситанском и итальянском языках.

## Связанные термины
Для типов фиксированного ударения на другие слоги в лингвистике используются термины инициальное ударение (на первый слог в слове), пропарокситоническое ударение (на третий слог от конца слова), окситоническое ударение (на последний слог в слове) и баритоническое ударение (на любой слог, кроме последнего).